# Геннадий (Шумов)
Геннадий Шумов (ум. 21 октября 1811, Москва) — архимандрит Московского Крестовоздвиженского монастыря Московской епархии и префект Московской духовной академии Русской православной церкви.

## Биография

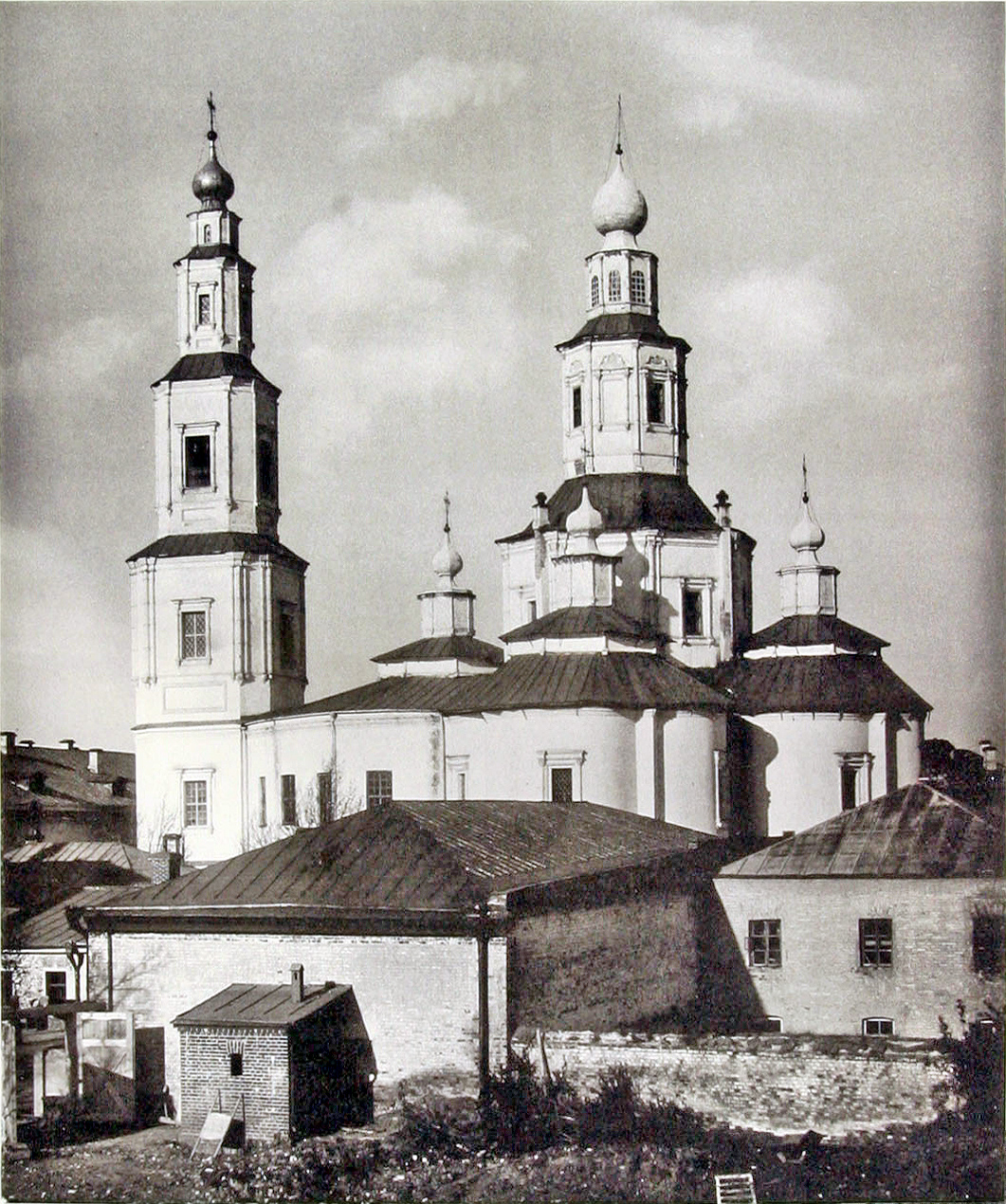
Крестовоздвиженский монастырь

После обучения в Троицкой лаврской семинарии в 1800 году был назначен информатором латинского языка в Московскую духовную академию.
В 1801 году был переведен в Перервинскую духовную семинарию и принял постриг. 
В 1803 году Геннадий был назначен проповедником Московской духовной академии; в 1808 году он был возведен в игумена Знаменского монастыря города Москвы и в июле того же года получил место префекта в Московской духовной академии.
В 1810 году Геннадий, оставаясь префектом, был переведен в Московский Крестовоздвиженский монастырь Московской епархии Русской православной церкви с возведением в сан архимандрита. 
Умер 21 октября 1811 года, не дожив до вторжения французских войск в Россию и последующего разграбления ими ввереного ему монастыря.
Напечатаны его слова на погребение графа Остермана, П. Д. Еропкина и действительного тайного советника В. П. Салтыкова и на дни рождения Великого Князя Михаила Павловича и российской императрицы Елисаветы Алексеевны.